# Lista śmigłowców Wojska Polskiego

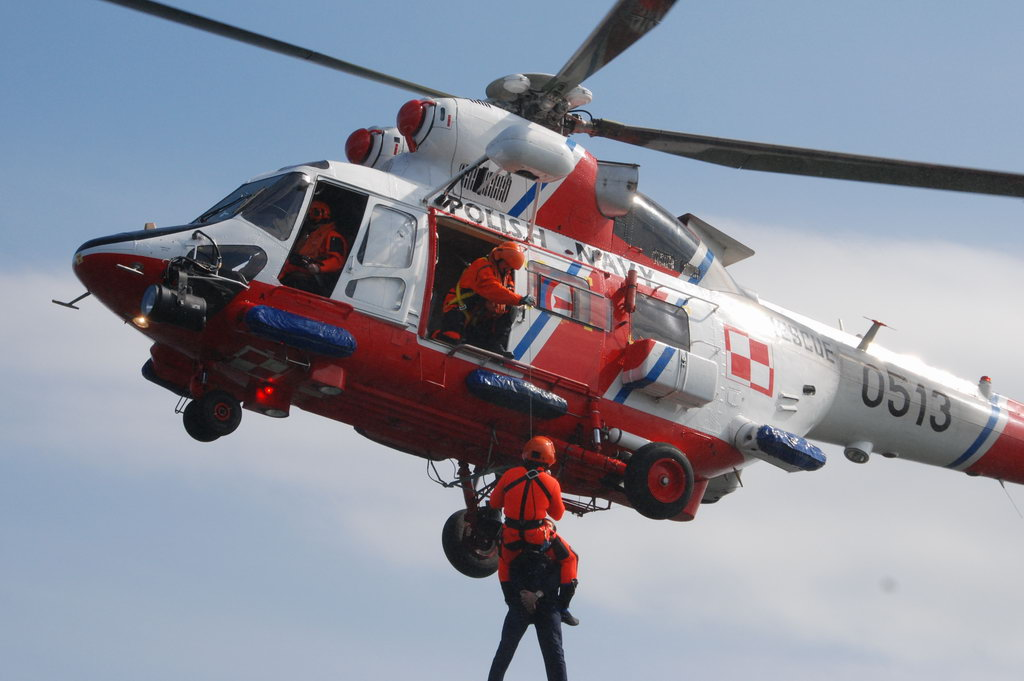
Ratowniczy W-3 „Anakonda” wykorzystywany w Marynarce Wojennej

Lista śmigłowców Wojska Polskiego – śmigłowce znajdują się na wyposażeniu Wojska Polskiego od roku 1957. Poniższa lista zawiera wykaz typów śmigłowców, które służyły w ludowym Wojsku Polskim oraz Siłach Zbrojnych RP.

## Historia
Wojsko Polskie zainteresowało się wojskowym wykorzystaniem śmigłowców w latach 50. XX wieku. Pierwszymi jednostkami, do których trafiały śmigłowce były eskadry łącznikowe oraz jednostki sanitarne. Były to śmigłowce typu SM-1, później uzupełniane śmigłowcami SM-2. Oba te wiropłaty produkowane były w WSK Świdnik. Pod koniec lat 50. XX wieku w ZSRR zakupiono śmigłowce transportowe Mi-4. W tym okresie śmigłowce stosowano ostrożnie, wykorzystując je do prostych zadań transportowo-łącznikowych. Z czasem pojawiły się zastosowania taktyczne, np. w rozpoznaniu i desancie.
Specjalistycznych wersji śmigłowców SM-1, SM-2 oraz Mi-4 używano także w Marynarce Wojennej. W przypadku SM-1 i SM-2 były to wersje dźwigowe wykorzystywane do celów ratowniczych, natomiast Mi-4ME służyły do zwalczania okrętów podwodnych.

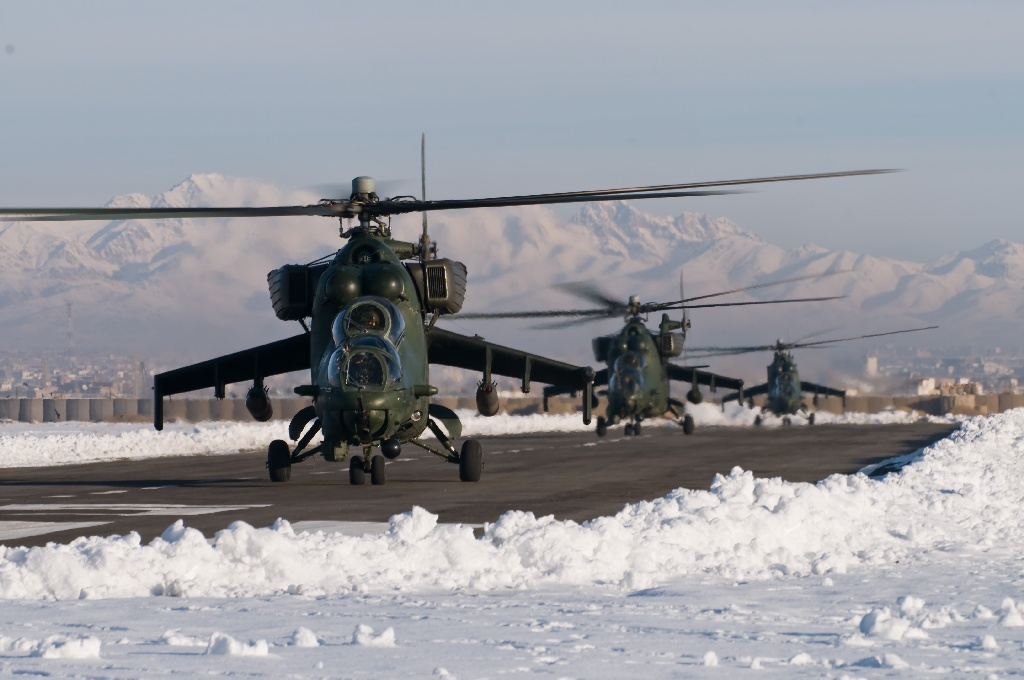
Polskie Mi-24 w Afganistanie

W latach 60. XX wieku rozpoczął się proces zastępowania śmigłowców z silnikami tłokowymi, maszynami z silnikami turbinowymi. Skok technologiczny, który spowodował masowe użycie śmigłowców w Wojsku Polskim nastąpił w latach 60. XX wieku. Typową maszyną wielozadaniową stał się śmigłowiec Mi-2, produkowany w bardzo wielu wariantach. Mi-2, był także pierwszym polskim wiropłatem wyposażonym w stałe uzbrojenie. Powstała m.in. wersja uzbrojona w przeciwpancerne pociski kierowane „Malutka”. Pod koniec lat 70. XX wieku do lotnictwa wojsk lądowych wprowadzono ciężkie śmigłowce bojowe Mi-24D, co podniosło wartość bojową lotnictwa wojsk lądowych.
W 1968 roku w Wojsku Polskim pojawiły się średnie śmigłowce transportowe Mi-8, zastępując starsze Mi-4. Maszyny te stały się podstawowym środkiem transportu polskich wojsk desantowych. Ponadto wykonywały zadania wsparcia na polu walki. Wojsko Polskie dysponowało także śmigłowcami Mi-8 w wersji „salonka” przeznaczone do transportu VIPów.
Dla polskiej Marynarki Wojennej w 1981 roku zakupiono od ZSRR śmigłowce morskie Mi-14. Do celów ratowniczych służyły Mi-14PS, a do zwalczania okrętów podwodnych – Mi-14PŁ. Zastąpiły one używane do tych celów maszyny Mi-4. Z uwagi na konieczność wycofania Mi-14PS (ze względu na skończony resurs) w roku 2010 przebudowano dwa śmigłowce Mi-14PŁ przystosowując je do wykonywania zadań ratowniczych. Innym typem maszyny zakupionej dla Marynarki Wojennej były cztery śmigłowce pokładowe SH-2G Super Seasprite dostarczone w latach 2002-2003 od Stanów Zjednoczonych.
Pod koniec lat 80. XX wieku, w wyniku planowanej modernizacji lotnictwa wojsk lądowych, zakupiono od ZSRR śmigłowce Mi-17 oraz Mi-24W. Ponadto w tym czasie do służby w Wojsku Polskim trafiły także pierwsze śmigłowce W-3 Sokół i ich pochodne W-3 Anakonda. Natomiast w latach 90. XX wieku otrzymano nieodpłatnie od Niemiec kilkanaście maszyn Mi-24D, kontynuowano także zakupy Sokołów i Anakond.
W roku 2006 do celów szkoleniowych zakupiono śmigłowce SW-4 Puszczyk, zastąpiły one dotąd stosowane w tym celu Mi-2. W tym samym czasie zakupiono na Ukrainie 7 nieuzbrojonych śmigłowców Mi-8MTW-1. Początkowo za pośrednictwem Bumaru miały one trafić do Iraku, jednakże ze względu na odmowę odbiorcy wprowadzono je na uzbrojenie Lotnictwa Wojsk Lądowych pod oznaczeniem Mi-17. W celu wsparcia dla PKW Afganistan w latach 2010–2011 zakupiono kolejne śmigłowce Mi-17.
W 2019 zamówiono cztery śmigłowce S-70i na potrzeby Wojsk Specjalnych. Maszyny odebrano 20 grudnia 2019 roku.

## Lista
| Zdjęcie | Nazwa                       | Kraj produkcji             | Typ                                                              | Lata służby      | Warianty                                                            | Liczba | Ogólna liczba | Uwagi | Przypis              |
| ------- | --------------------------- | -------------------------- | ---------------------------------------------------------------- | ---------------- | ------------------------------------------------------------------- | ------ | ------------- | --- | -------------------- |
|         | SM-1                        | ZSRR · Polska              | Lekki śmigłowiec wielozadaniowy                                  | 1957–1983        | SM-1SM-1SzSM-1S                                                     |        | 85            | Produkowane na licencji w WSK Świdnik. | [ 17 ]               |
|         | SM-2                        | Polska                     | Lekki śmigłowiec wielozadaniowy                                  | 1960–1979        | SM-2                                                                |        | ok. 70        | Polska głęboka modernizacja śmigłowca Mi-1 (SM-1). | [ 18 ]               |
|         | Mi-4                        | ZSRR                       | Śmigłowiec wielozadaniowy                                        | 1958–1984        | Mi-4Mi-4AMi-4ME                                                     |        | ok. 28        | | [ 3 ] [ 19 ] [ 20 ]  |
|         | Mi-2                        | ZSRR · Polska              | Średni śmigłowiec wielozadaniowy                                 | Od 1968          | Wiele wersji                                                        |        | 311           | Produkowane w WSK Świdnik. | [ 21 ] [ 22 ] [ 23 ] |
|         | Mi-8                        | ZSRR                       | Śmigłowiec wielozadaniowy                                        | Od 1968          | Mi-8TMi-8PSMi-8RLMi-8PMi-8PPD                                       | 386414 | 53            | | [ 6 ] [ 24 ] [ 13 ]  |
|         | Mi-24                       | ZSRR                       | Ciężki śmigłowiec bojowy                                         | Od 1978          | Mi-24DMi-24W                                                        | 3317   | 50            | | [ 11 ] [ 25 ] [ 5 ]  |
|         | Mi-14                       | ZSRR                       | Wielozadaniowy śmigłowiec morski                                 | Od 1981          | Mi-14PŁMi-14PSMi-14PXMi-14PŁ/R                                      | 12512  | 17            | W roku 2010 dwa polskie śmigłowce Mi-14PŁ przystosowano do wykonywania zadań ratowniczych. Zmodernizowane śmigłowce oznaczono jako Mi-14PŁ/R. | [ 8 ]                |
|         | Mi-6                        | ZSRR                       | Ciężki śmigłowiec transportowy                                   | 1986–1990        | Mi-6A                                                               | 3      | 3             | | [ 26 ] [ 27 ]        |
|         | Mi-17                       | ZSRR                       | Śmigłowiec wielozadaniowy                                        | Od 1988          | Mi-17Mi-17AEMi-8MTW-1Mi-17-1W                                       | 62112  | 21            | | [ 12 ] [ 24 ] [ 13 ] |
|         | W-3 Sokół/W-3 Anakonda      | Polska                     | Śmigłowiec wielozadaniowy                                        | Od 1989          | W-3W-3TW-3RRW-3WAW-3WW-3PW-3RLW-3RMW-3WARMW-3PLW-3AEW-3PPDW-3WA VIP |        | ok.70         | | [ 10 ] [ 28 ]        |
|         | Bell 412                    | Stany Zjednoczone          | Lekki śmigłowiec wielozadaniowy                                  | 1991 i 1993–2011 | Bell 412SPBell 412HP                                                | 21     | 3             | W roku 1991 na czas wizyty papieża Jana Pawła II zamówione zostały 2 śmigłowce (później na drugi zabrakło środków). Bell 412SP, nr boczny 01 i nim latał Papież oraz Bell 412HP (znajdujący się w produkcji, a później dostarczony w zamian za 01). Na czas pielgrzymki wypożyczony zostały 1 śmigłowce Bell 412SP (nr boczny 02, który potem latał w dawnej Jugosławii). W latach 1993–2011 w Wojsku Polskim służył jeden śmigłowiec Bell 412HP. W roku 2011 został przekazany Policji. | [ 29 ]               |
|         | Kaman SH-2G Super Seasprite | Stany Zjednoczone          | Wielozadaniowy śmigłowiec morski                                 | Od 2002          | SH-2G Super Seasprite                                               | 4      | 4             | W latach 2002–2003 Polska w darze otrzymała od USA cztery śmigłowce SH-2 Seasprite. | [ 9 ]                |
|         | SW-4 Puszczyk               | Polska                     | Lekki śmigłowiec                                                 | Od 2006          | SW-4 Puszczyk                                                       | 24     | 24            | | [ 30 ]               |
|         | Sikorsky S-70i Black Hawk   | Stany Zjednoczone · Polska | Śmigłowiec wielozadaniowy                                        | Od 2019          | S-70i                                                               | 6      | 6/8           | Użytkowane w Wojskach Specjalnych. Wyprodukowane w PZL Mielec. 15 grudnia 2021 roku podpisano umowę na dostawy kolejnych 4 maszyn z dostawami do końca 2023 roku. | [ 33 ]               |
|         | AgustaWestland AW101        | Wielka Brytania Włochy     | Śmigłowiec zwalczania okrętów podwodnych i ratownictwa morskiego | Od 2023          | AW101                                                               | 3      | 3/4           | | [ 34 ]               |
|         | AgustaWestland AW149        | Włochy                     | Śmigłowiec wielozadaniowy                                        | Od 2023          | AW149                                                               | 3      | 3/32          | | [ 36 ]               |